# درصدی برای هنر
درصدی برای هنر (انگلیسی: Percent for Art) عنوان گونه‌ای برنامه یا سیاست در مقررات شهری است که در آن مالکان و سازندگان در مقیاس‌های بزرگ باید درصدی از هزینه‌های پروژه را صرف سرمایه‌گذاری و نصب آثار هنر عمومی بکنند. جزئیات این گونه برنامه‌ها در مناطق مختلف متفاوت است. در این برنامه‌ها غالباً سازندگان می‌توانند آثار هنر عمومی را به عنوان بخشی از پروژه اجرا کنند یا هزینهٔ آن را به سازمان‌های مرتبط بپردازند.
در آمریکا قانون فدرال از سال ۱۹۶۳ نیم درصد هزینهٔ ساخت را به آثار هنری عمومی اختصاص می‌دهد.